# Ricardo Teixeira (pilota automobilistico)
Ricardo Teixeira (Lisbona, 2 agosto 1984) è un pilota automobilistico angolano, nato in Portogallo.
È in possesso di doppia nazionalità e ha corso con nazionalità portoghese nella GP2 Series 2009 e nel GP2 Asia Series 2008-2009. La sua carriera è finanziata dalla compagnia petrolifera dell'Angola, Sonangol. Nel 2011 ricopre il ruolo di collaudatore della Lotus in Formula 1. Nel 2012 torna in GP2, con il team Rapax.

## Risultati in carriera

### Sommario
| Stagione | Campionato                    | Team                                                | Gare | Pole | Vittorie | Punti | Pos. finale |
| -------- | ----------------------------- | --------------------------------------------------- | ---- | ---- | -------- | ----- | ----------- |
| 2001     | Formula BMW Junior Cup Iberia | ?                                                   | ?    | ?    | ?        | 28    | 20º         |
| 2002     | British Formula 3             | Essencial Motorsport (N)                            | 0    | 0    | 0        | 0     | NC          |
| 2003     | ARP Formula 3 Championship    | Rowan Racing                                        | 5    | 0    | 1        | 47    | 8º          |
| 2005     | British Formula 3             | Carlin Motorsport (N)                               | 15   | 0    | 0        | 61    | 9º          |
| 2006     | British Formula 3             | Carlin Motorsport (N) Performance Racing Europe (N) | 14   | 0    | 0        | 74    | 7º          |
| 2007     | British Formula 3             | Performance Racing Europe                           | 22   | 0    | 0        | 0     | NC          |
| 2007     | ATS Formel 3 Cup              | Rennsport Rössler                                   | 2    | 0    | 0        | 0     | NC          |
| 2007     | Masters di Formula 3          | Performance Racing Europe                           | 1    | 0    | 0        | N/A   | 24º         |
| 2008     | British Formula 3             | Ultimate Motorsport                                 | 20   | 0    | 0        | 0     | 21º         |
| 2008     | Masters di Formula 3          | Ultimate Motorsport                                 | 1    | 0    | 0        | N/A   | NC          |
| 2008–09  | GP2 Asia Series               | Trident Racing                                      | 4    | 0    | 0        | 0     | 38º         |
| 2009     | GP2 Series                    | Trident Racing                                      | 18   | 0    | 0        | 0     | 26º         |
| 2010     | Formula 2                     | MotorSport Vision                                   | 18   | 0    | 0        | 23    | 16º         |

### Risultati completi in GP2
N.B. Le gare in grassetto indicano una pole position mentre quelle in corsivo indicano il giro più veloce in gara. 
(Legenda)
| Stagione | Team           | 1           | 2          | 3           | 4           | 5          | 6          | 7           | 8          | 9           | 10         | 11          | 12         | 13          | 14         | 15          | 16         | 17         | 18         | 19         | 20         | CM  | Punti |
| -------- | -------------- | ----------- | ---------- | ----------- | ----------- | ---------- | ---------- | ----------- | ---------- | ----------- | ---------- | ----------- | ---------- | ----------- | ---------- | ----------- | ---------- | ---------- | ---------- | ---------- | ---------- | --- | ----- |
| 2009     | Trident Racing | ESP FEA Ret | ESP SPR 20 | MON FEA DNQ | MON SPR DNQ | TUR FEA 14 | TUR SPR 18 | GBR FEA Ret | GBR SPR 18 | GER FEA Ret | GER SPR 15 | HUN FEA Ret | HUN SPR 19 | VAL FEA Ret | VAL SPR 14 | BEL FEA Ret | BEL SPR 14 | ITA FEA 16 | ITA SPR 14 | POR FEA 15 | POR SPR 21 | 26º | 0     |

### Risultati completi in GP2 Asia Series
N.B. Le gare in grassetto indicano una pole position mentre quelle in corsivo indicano il giro più veloce in gara. 
(Legenda)
| Stagione | Team           | 1       | 2       | 3       | 4       | 5        | 6        | 7       | 8       | 9          | 10         | 11          | 12           | CM  | Punti |
| -------- | -------------- | ------- | ------- | ------- | ------- | -------- | -------- | ------- | ------- | ---------- | ---------- | ----------- | ------------ | --- | ----- |
| 2008–09  | Trident Racing | CHN FEA | CHN SPR | DUB FEA | DUB SPR | BHR1 FEA | BHR1 SPR | QAT FEA | QAT SPR | MYS FEA 17 | MYS SPR 19 | BHR2 FEA 17 | BHR2 SPR Ret | 38º | 0     |